# Elio Lugaresi
Elio Lugaresi (Castiglione di Cervia, 1º luglio 1926 – Bologna, 22 dicembre 2015) è stato un neurologo italiano.
Annoverato e noto per i suoi studi sui disturbi concernenti la sfera del sonno e dell'insonnia, è stato direttore della clinica del sonno dell'Università di Bologna.
È ricordato per aver analizzato e descritto il primo caso di insonnia familiare fatale riconosciuto dalla medicina.

## Opere
- Il sonno e i suoi disturbi, 1992
- Los trastornos del sueño: por E., 1973
- Il sonno, il sogno, un mondo misterioso. Come dormire meglio e vincere l'insonnia, 1999
- Il sonno, il sogno. Un mondo misterioso, 1996
- El sueño, los sueños, un mundo misterioso: los ritmos naturales de la vigilia y del descanso, los más frecuentes trastornos de la noche, las conquistas de la medicina del sueño, 1999
- Lormetazepam: dal laboratorio alla clinica, 2002

## Riconoscimenti
- Potamkin Prize 1997[8][9]
- InBev-Baillet Latour Health Prize 2004